# BC Vllaznia
El KB Vllaznia (en albanés: Klub i Basketbollit Vllaznia Shkodër) es un club de baloncesto profesional de la ciudad de Shkodër, que milita en la Superliga, la máxima categoría del baloncesto albanés. Disputa sus partidos en el Qazim Dervishi Sports Hall, con capacidad para 1200 espectadores.

## Historia
Fundado en 1919, es uno de los clubes más antiguos de Albania, aparte de ser uno de los más laureados, ya que posee 9 ligas (1967, 1990, 1993, 1997, 1998, 2000, 2014, 2015, 2016) y 12 copas (1957, 1958, 1966, 1967, 1968, 1981, 1985, 1994, 1996, 1998, 2014, 2015).
En la temporada 2014-2015, KB Vllaznia se convirtió en el primer equipo albanés en disputar la Balkan League.

## Temporadas
| Temporada | Competición Doméstica | Competición Doméstica | Competición Doméstica | Competición Doméstica | Copa             |
| Temporada | División              | Liga                  | Posición              | Play-Offs             | Copa             |
| --------- | --------------------- | --------------------- | --------------------- | --------------------- | ---------------- |
| 2006–07   | 1                     | Superliga             | 2                     | Semifinales           | Semifinales      |
| 2007–08   | 1                     | Superliga             | 7                     | Cuartos de final      | –                |
| 2008–09   | 1                     | Superliga             | 6                     | Subcampeón            | –                |
| 2009–10   | 1                     | Superliga             | 4                     | Semifinales           | Cuartos de final |
| 2010–11   | 1                     | Superliga             | 5                     | –                     | Cuartos de final |
| 2011–12   | 1                     | Superliga             | 3                     | Semifinales           | Semifinales      |
| 2012–13   | 1                     | Superliga             | 3                     | Subcampeón            | Cuartos de final |
| 2013–14   | 1                     | Superliga             | 1                     | Campeón               | Campeón          |
| 2014–15   | 1                     | Superliga             | 2                     | Campeón               | Campeón          |
| 2015–16   | 1                     | Superliga             | 2                     | Campeón               | Subcampeón       |
| 2016–17   | 1                     | Superliga             | 2                     | Subcampeón            |                  |
| 2017–18   | 1                     | Superliga             | 5                     |                       |                  |
| 2018–19   | 1                     | Superliga             | 5                     |                       |                  |
| 2019–20   | 1                     | Superliga             | 6                     |                       |                  |
| 2020–21   | 1                     | Superliga             | 3                     | Semifinales           | Subcampeón       |
| 2021–22   | 1                     | Superliga             | 3                     | Subcampeón            | Subcampeón       |

## BC Vllaznia en competiciones europeas
Recopa de Europa de baloncesto 1972-73
| 1ª ronda | Vllaznia | Galatasaray | 57-64 | 60-54 |  |

Copa de Europa de baloncesto 1990-91
| 1ª ronda | Vllaznia | Galatasaray | 103-108 | 140-90 |  |

Liga Europea de baloncesto 1993-94
| 1ª ronda | UKJ Süba | Vllaznia | 94-60 | 70-78 |  |

Copa de Europa 1994-95
| 1ª ronda | Vllaznia | Universitatea | 86-87 | 83-72 |  |

Copa Korać 1995-96
| 1ª ronda | Vllaznia | Žito | 53-90 | 93-66 |  |

Copa Korać 1998-99
| 1ª ronda | Vllaznia | Ericsson Bobry Bytom | 60-89 | 101-69 |  |

## Competiciones regionales

### Balkan League
| Equipo          | 2014/2015     |
| Kožuv           | 52-88 / 99-59 |
| Mornar Bar      | 0-20 / 79-48  |
| SCM Craiova     | 72-75 / 86-45 |
| Sigal Prishtina | 78-88 / 85-59 |
| Posición        | 10º           |
| Resultado       | (0-8)         |

- 2020 - 5º

### Liga Unike
- 2021 - Cuartos de final
- 2022 - 8º

## Palmarés
- Campeón de la Superliga

1967, 1990, 1993, 1997, 1998, 2000, 2014, 2015, 2016
- Campeón de la Copa de baloncesto de Albania

1957, 1958, 1966, 1967, 1968, 1981, 1985, 1994, 1996, 1998, 2014, 2015
- Campeón de la Supercopa de baloncesto de Albania

1999

## Jugadores destacados
| - Nikolin Arra - Damjan Bekteshi - Ervin Berdica - Anton Berisha - Tom Capaliku - Herion Faslija - Bledar Gjecaj - Eni Llazani - Erjon Llazani | - Gjon Ndoja - Real Vorfa - Bledar Xehxhaj - Ivica Petrić - Anton Berishaj - Jovan Markovski - Nikola Djoković - Nemanja Gavranić - Zarko Krivokapić | - Đorđe Obradović - Miloš Pajović - Mirza Sarajlija - Nikola Kovač - Corey Allen (baloncestista nacido en 1992) - Anthony Booker - Brandon Hogg |